# Jaleo Films
Jaleo Films es una empresa productora de cine y televisión creada en Sevilla (España) en el año 2000. Ha producido, entre otras películas, Lifting de Corazón (2005), 15 días Contigo (2005), y Aparecidos (2007). Jaleo Films ha producido seis largometrajes como Lifting de Corazón del director Eliseo Subiela, 15 días contigo, de Jesús Ponce, y Aparecidos, de Paco Cabezas, y ha participado en la producción de la película de Carlos Saura Iberia y en La vida perra de Juanita Narboni.  También produce documentales y películas para televisión como Rapados y Chapapote...o no.